# Henicorhina leucophrys
El Cucarachero pechigrís (Henicorhina leucophrys) es una especie de ave de la familia Troglodytidae. Puede ser encontrada en Bolivia, Colombia, Costa Rica, Ecuador, El Salvador, Guatemala, Honduras, México, Panamá, Perú y Venezuela. Sus habitats naturales son: regiones subtropicales o tropicales húmedas de alta altitud.